# Symplocos clethrifolia
Symplocos clethrifolia är en tvåhjärtbladig växtart som beskrevs av B. Ståhl. Symplocos clethrifolia ingår i släktet Symplocos och familjen Symplocaceae. Inga underarter finns listade i Catalogue of Life.